# Paisley (Oregon)
Paisley ist eine kleine Stadt im Lake County im US-Bundesstaat Oregon. Paisley liegt 1330 m über dem Meeresspiegel. Das U.S. Census Bureau hat bei der Volkszählung 2020 eine Einwohnerzahl von 250 ermittelt. Bekannt wurde der Ort durch die Ausgrabungen an den in der Nähe befindlichen Paisley-Höhlen. 
Vor mehr als 10.000 Jahren lebten hier schon Menschen. Beweise dafür sind Funde in Höhlen und Felsmalereien. Hier siedelten die Indianerstämme Northern Paiute, Modoc und Klamath. Die Klamath-Indianer gaben dem Fluss, der durch Paisley fließt, den Namen Chewaucan.
1843 war John C. Frémont als Kartograph für die Armee mit seinem Treck auf dem Oregon Trail unterwegs. Durch ihn wurden Namen für geografische Besonderheiten in der Umgebung von Paisley wie beispielsweise den Summer Lake vergeben.
In den frühen 1870er Jahren erreichten Siedler das Gebiet Chewaucan, das heute Paisley genannt wird. 1875 wurde Lake County ein eigenes County.
Seit 1984 findet jährlich am letzten Juliwochenende das Paisley Mosquito Festival mit Mountainbike- und Pferderennen sowie Handarbeiten- und Kunstausstellungen statt. In Paisley gibt es einen historischen Western-Saloon.